# پتامپووچی
پتامپووچی (به‌انگلیسی: Butterfly) یک فیلم درام به زبان تامیل هندی است، که در سال ۱۹۷۵میلادی به کارگردانی AS Pragasam ، با بازی کمال هاسان و جیاچیترا ساخته شد. این فیلم یکی از پر فروش ترین های بازار هند شد. این فیلم بعداً به زبان تلوگو دوبله شد و در ۱۱ دسامبر ۱۹۷۶میلادی منتشر شد.

## بازیگران
- کمال هاسان در نقش 'Sandiyar' Siva [۴][۵]
- جایاچیترا در نقش مینا [۶]
- ناگش در نقش وادیولو
- VK Ramasamy به عنوان Vedhasalam
- Manorama as Kumari (مهمان)
- Senthamarai عنوان Bashyam
- شانموگاسوندارام
- راتناکومار

## موسیقی متن
| ردیف | ترانه                | خواننده ها                     | متن ترانه    |
| ---- | -------------------- | ------------------------------ | ------------ |
| ۱    | "اتانای مالارگال"    | TM Soundararajan ، S. Janaki   | کاناداسان    |
| ۲    | "Kaniyum Kiliyum"    | TM Soundararajan ، P. Susheela | پولامایپیتان |
| ۳    | "مادانه کاماراجا"    | پی سوشلا                       | پولامایپیتان |
| ۴    | "تریلیس ادوکوم نرام" | SP Balasubrahmanyam، S. Janaki | پولامایپیتان |
| ۵    | "Sakkarai Pandhalil" | TM Soundararajan ، P. Susheela | کاناداسان    |